# 크리스천 콜슨
크리스천 콜슨(Christian Coulson, 1978년 10월 3일 ~ )은 잉글랜드의 배우이다.

## 출연 작품
- 바이트 미 (2019)
- 더 레인보우 익스페리먼트 (2018)
- 러브 이즈 스트레인지 (2014)
- 아마츄어 (2013)
- 엘리노어 릭비: 그 남자 (2013)
- 아이 엠 나스린 (2012)
- 라스트 나잇 (2007)
- 예고 살인 (2005)
- 마지막 왕 (2003)
- 혼블로워 - 충성 (2003)
- 포사이트가의 이야기 (2002)
- 포 페더스 (2002)
- 디 아워스 (2002)
- 해리 포터와 비밀의 방 (2002)